# Bohuslav Felix von Lobkowitz und Hassenstein
Bohuslav Felix von Hassenstein und Lobkowitz (tschechisch Bohuslav Felix Hasištejnský z Lobkovic; * 13. Januar 1517; † 27. August 1583 in Ličkov) war ein böhmischer Ständepolitiker. Er bekleidete mehrere hohe Ämter der Krone Böhmen. 1556–1570 war er Landvogt der Niederlausitz. 

## Leben
Bohuslav Felix war der einzige Sohn des Freiherrn Wenzel (Václav) von Lobkowicz und Hassenstein (1500–1520) und der Sidonia von Vitzthum (* 1492). Er gehörte der von der lutherischen Reformation beeinflussten Richtung des Utraquismus an. Er war zweimal verheiratet, zunächst (1535) mit Magarethe von Plauen (* um 1514; † 29. Oktober 1555 in Theusing) aus dem Haus der Burggrafen von Meißen, danach mit Anna von Vitztum und Egersberg (* um 1521; † 22. März 1587). 
Im Jahr 1554 führte Bohuslav die Truppen der „Einigungsverwandten“, aller Gegner des Markgrafen, gegen die Armee von Albrecht Alcibiades von Brandenburg-Kulmbach in der Schlacht von Schwarzach. Hierbei erlitt der Markgraf eine entscheidende Niederlage im sogenannten Zweiten Markgrafenkrieg. 1556 wurde er Landvogt der Niederlausitz. In dieser Funktion erließ er die erste evangelische Kirchenordnung für dieses Land. 1570 wurde er Oberstlandrichter in Böhmen. Ein Jahr später kaufte er von Erzherzog Ferdinand die Herrschaft Komotau. 1576 stieg er zum Oberstlandkämmerer auf.
Der humanistisch gebildete Adelige hat eine größere Anzahl lateinischer Werke verfasst. Seine Büchersammlung bildet den Grundstock der Bibliothek Lobkowitz im Schloss Nelahozeves.

## Werke
- Carmen summos Christiani orbis principes exitans ad bellum contra Turcas gerendum. [Druck: Leipzig 1688].
- Arthur Novak (Hrsg.): Carmina selecta. Prag 1922.